# Metu
Metu je trgovište na jugozapadu Etiopiji nalazi se u Zoni Ilubabor u Regiji Oromia, oko 624 km zapadno od Adis Abebe. Grad leži na obalama rijeke Sor na 1605 metara nadmorske visine. Metu je bio glavni grad bivše Pokrajine Ilubabor od 1978. do usvajanja novog etiopskog ustava 1995.

Metu se razvio kao naselje zbog trgovine kavom, nekoliko europskih trgovaca naselilo se u gradu 1930-ih, i razvilo posao s otkupom kave od okolnih seljaka, tad je grad povezan telefonom s Adis Abebom preko grada Gore.
Metu je poznat po vodopadima na rijeci Sor i okolnim šumama punih divljih životinja.

## Povijest
Grčki trgovci T. Zervos i A. Danalis, uspjeli su 9. srpnja 1927. dobiti koncesiju za izgradnju ceste duge 180 km kojom su htjeli povezati gradove Gambelu i Gore preko Metua. Do tog vremena promet se odvijao karavanama.

## Stanovništvo
Prema podacima Središnje statističke agencije Etiopije (CSA) za 2005., Metu je imao 22.103 stanovnika, od tog je bilo 11.442 muškaraca i 10.661 žena.